# Chris Biegler
Chris Biegler (* 17. Januar 1965 in Regina (Saskatchewan)) ist ein ehemaliger kanadischer Basketballspieler.

## Laufbahn
Biegler spielte als Jugendlicher vorrangig Eishockey und Baseball, später dann auch Basketball. Er wurde Mitglied der Basketballmannschaft der Dr. Martin Leboldus High School in seiner Heimatstadt. In der Saison 1983/84 spielte der zwei Meter große Flügelspieler an der University of Saskatchewan, von 1985 bis 1989 dann an der University of Regina. Während er an seiner ersten Hochschule mit 8,3 Punkten je Begegnung noch kein bestimmender Spieler war, änderte sich Bieglers Stellung mit seinem Gang an die University of Regina. Dort erzielte er in vier Spielzeiten jeweils mehr als 20 Punkte je Begegnung, sein Höchstwert waren 24,9 Punkte pro Partie in der Saison 1985/86. Im Anschluss an das Spieljahr 1986/87 wurde Biegler als Spieler des Jahres der kanadischen Hochschulliga CIS ausgezeichnet. Er verließ die University of Regina als bester Korbschütze in der Geschichte der Hochschulmannschaft.
1987 nahm Biegler mit einer kanadischen Auswahlmannschaft an den Hapoel-Spielen in Israel teil und gewann das Turnier.
Nach dem Verlassen der University of Regina spielte Biegler in der Saison 1989/90 für Bayer 04 Leverkusen in der deutschen Basketball-Bundesliga. An der Seite von Spielern wie Gunther Behnke, Kannard Johnson, John Johnson, Clinton Wheeler und Henning Harnisch sowie unter der Leitung von Trainerneuling Dirk Bauermann trug Biegler dazu bei, dass Bayer 1990 deutscher Meister und Pokalsieger wurde.
Für seine Erfolge als Basketballspieler wurde Biegler in die Sportruhmeshalle der University of Regina und der Provinz Saskatchewan aufgenommen. 1991/92 war er Trainer der Basketballmannschaft der Dr. Martin Leboldus High School.